# Траверсе, Иван Иванович
Жан-Батист Прево́ де Санса́к, маркиз де Траверсе́ (фр. Jean-Baptiste Prévost de Sansac, marquis de Traversay), на русской службе Иван Иванович де Траверсе (24 июля 1754, Мартиника — 19 мая 1831, Санкт-Петербургская губерния) — флотоводец, адмирал Российского императорского флота, командующий Черноморским флотом, первый николаевский губернатор, морской министр Российской империи в 1811—1828 годах. Француз по происхождению.

## Биография
Принадлежал к французскому дворянскому роду Прево де Сансак. Отец — офицер флота Жан Франсуа де Траверсе, впоследствии генеральный наместник Сан-Доминго. Мать — Клер дю Кен де Лонгбрен, дочь плантатора, ранее находившегося на королевской службе в чине лейтенанта первого ранга флота и капитана гренадеров.
Получил образование в бенедиктинском коллеже в Сорезе (Франция). Учился в школах гардемаринов в Рошфоре и Бресте, с 1773 года — мичман французского флота.
В 1776 году вступил в масонскую ложу «Совершенная гармония».
Во время войны с Англией (1778—1783) участвовал в морском сражении у Уэссана (27 июля 1778 года), в морских боях в Вест-Индии. Был старшим помощником командира фрегата «Ифигения», командиром корвета «Церера» (ранее корабль британского флота, захваченный «Ифигенией» в декабре 1778 года в бою, в котором особо отличился Траверсе). Произведён в Лейтенанты.
С 1781 года — командир фрегата «Цапля», участвовал в Чесапикском сражении (5 сентября 1781 года). Отличился при взятии острова Сан-Кристофер (январь-февраль 1782 года), первым высадился на острове и поднял там французский флаг, затем атаковал со своим экипажем крепость на мысе Пальма и овладел ею и тремя судами.
За мужество, проявленное в Чесапикском сражении, в 1782 году награждён орденом Святого Людовика: за «отвагу, им выказанную в бою с двумя неприятельскими фрегатами при Чесапике, твёрдость и рассудительность, с которыми он исполнял все возложенные на него поручения». В 1785 году награждён орденом Цинцинната, основанным американскими и французскими офицерами, и стал членом Американского общества Цинцинната. В 1782—1783 годах командовал фрегатом «Ирида», также взятым у англичан.
В 1785—1786 годах в качестве командира транспортного судна «Сена» совершил морской поход в Индию. С 1 мая 1786 года — майор, 1 декабря 1786 года в 32 года, что было редкостью для французского флота, произведён в капитаны 1-го ранга (вне очереди, получив старшинство над 100 сверстниками).
В 1788 году представлен королю Людовику XVI, занимал место в королевской карете и участвовал в королевской охоте (для этой почести необходимо было доказать 400-летнее дворянство его предков). В 1788—1790 годах в качестве командира фрегата «Деятельный» совершил морской поход к Антильским островам.
В 1790 году вернулся во Францию, жил в своём имении. В конце 1790 года, в условиях революционной смуты и разложения флота, получил у Людовика XVI разрешение поступить на русскую службу (был рекомендован Екатерине II адмиралом принцем Нассау-Зигеном). Покинул Францию, некоторое время с семьёй жил в Швейцарии, в мае 1791 года прибыл в Санкт-Петербург.

### На русской службе
7 мая 1791 года официально зачислен на русскую службу в чине капитана генерал-майорского ранга, причислен к гребному флоту на Балтийском море, командовал эскадрой из семи фрегатов и нескольких меньших судов, затем гребной флотилией. С 10 июля 1791 года — контр-адмирал.
В августе 1791 года предоставлен отпуск по семейным обстоятельствам. Жил с семьёй в Швейцарии, затем находился в Кобленце (место пребывания французской эмиграции). В 1792 году вступил в эмигрантский королевский корпус. В то время маркиз являлся связующим звеном между императрицей Екатериной и лидером роялистов принцем Луи де Конде.

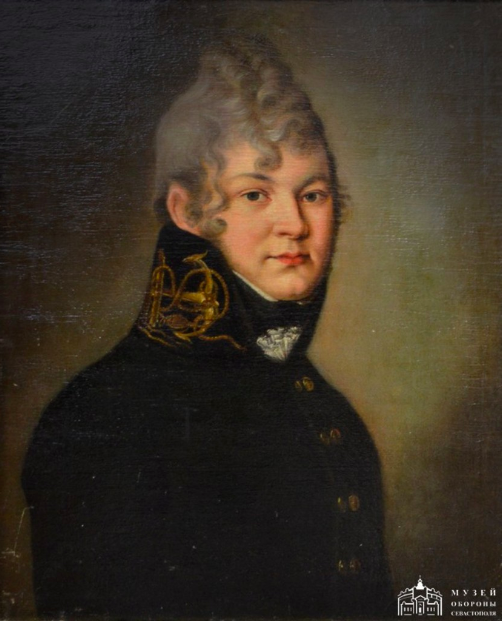
Портрет 1804 г.

В 1794 году вновь приехал в Россию, на этот раз с семьёй. Командовал гребной эскадрой на Балтике.
С 1797 года — вице-адмирал, начальник порта в Роченсальме. Одновременно командовал отрядами канонерских лодок во время плаваний по Балтийскому морю. Был высоко ценим императором Павлом I, с которым познакомился, когда тот был ещё наследником престола.
С 1801 года — адмирал. С 1802 года — главный командир портов Чёрного моря и военный губернатор Севастополя и Николаева. Был начальником обороны Крыма и Тамани во время Русско-турецкой войны 1806—1812 годов. Организовал морскую экспедицию к Анапе против горцев, укрепил побережье Чёрного моря. Составил проект застройки Севастополя, который в то время не был реализован из-за отсутствия средств (однако ряд его идей был осуществлён в 1830-е — 1840-е годы).
В 1807 году Наполеон предложил Траверсе вернуться на службу во французский флот (на любых условиях), но получил отказ.
С 18.08.1809—1811 годах — управляющий морским министерством (исполняющий обязанности министра). С 1 января 1810 года, одновременно, член Государственного совета.
С 28 ноября 1811 года — министр морских дел, с 27 декабря 1815 года — морской министр. Занимал этот пост до 29 марта 1828 года, когда был уволен с оставлением членом Государственного совета.
По мнению ряда авторов, в тот период военный флот находился в упадке. Русские военные корабли Балтийского флота проводили рутинные учения в восточной части Финского залива, получившей ироничное название «Маркизова лужа» (в связи с титулом, который носил Траверсе). Многие проблемы флота были связаны с нехваткой средств. Но в первую очередь это было вызвано сугубо сухопутными войнами между Россией и Францией.
Вследствие плохого владения русским языком издавал все приказы на французском языке.
Вместе с тем морским министерством Траверсе была организована Антарктическая экспедиция под командованием Ф. Беллинсгаузена и М. Лазарева, которая впервые в истории подошла к шельфовым ледникам Антарктиды, а также открыла названный в честь министра архипелаг Траверсе, русские военные моряки исследовали Арктику и Сибирь.
Умер в селе Романщина в Лужском уезде Санкт-Петербургской губернии 19 (31) мая 1831 года. Похоронен при церкви Тихвинской иконы Божьей Матери.

## Награды
- Орден Святой Анны 1-й степени (10 июля 1797)
- Орден Святого Александра Невского (27 мая 1804)
- Орден Святого Владимира 1-й степени (20 июля 1807)
- Алмазные знаки к ордену Святого Александра Невского (22 мая 1811)[5]
- Бриллиантовый перстень с портретом российского императора Александра I (1814)
- Орден Святого апостола Андрея Первозванного (30 августа 1821)
- Знак отличия беспорочной службы за XXX лет (22 августа 1828)
- Орден Святого Георгия 4-й степени за выслугу 25 лет в офицерских чинах (25 декабря 1828)

Иностранные:
- Французский Орден Святого Людовика (1782)
- Член ордена Цинцинната во Франции (США) (1785)
- Шведский Орден Святого Людовика (1816)

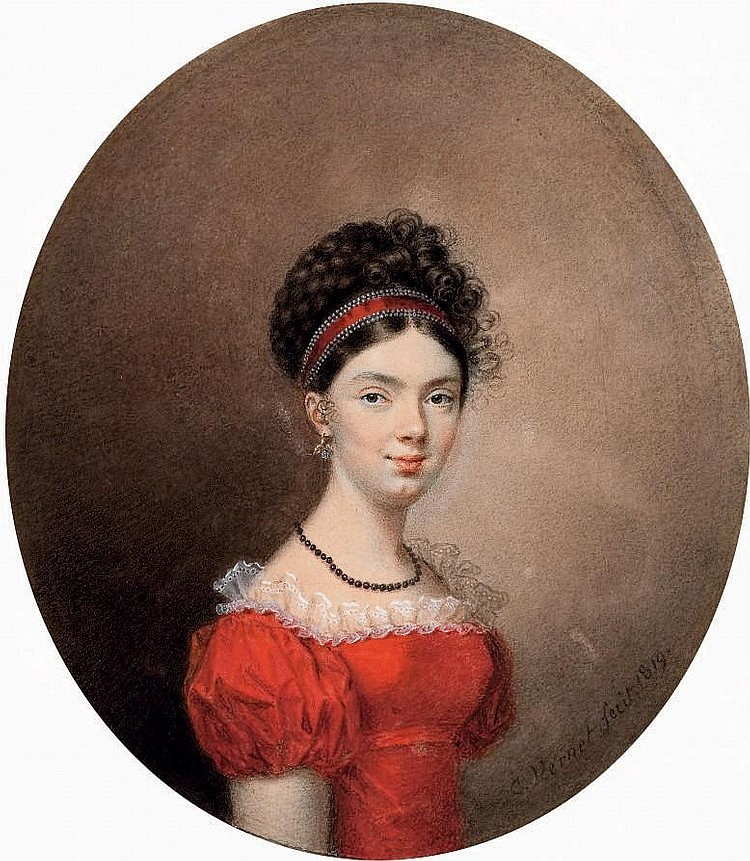
Дочь Мария

## Семья
Первым браком был женат с 1783 года на Мари-Мадлен де Риуфф, дочери флагмана[уточнить] французского флота. Она умерла родами в 1796 году. От этого брака дети — Дельфина, Клер, Констанс, Александр 1-й (или старший, вице-адмирал русского флота), Александр 2-й (генерал-майор русской армии).
Вторая жена — Луиза-Ульрика Брюин (ум. 1821), дочь торговца и судовладельца из Фридрихсгама. В браке родила сына Фёдора и дочь Марию. В XXI веке потомки адмирала проживают в Киеве, Минске, Витебске, Познани, Владимире.